# Augustów
Augustów; en lituano: Augustavas, es una ciudad en el noreste de Polonia con 30.802 habitantes (2011). Está situada a orillas del río Netta y del canal de Augustów. Está situada en el voivodato de Podlaskie (desde 1999), habiendo estado anteriormente en el voivodato de Suwałki (1975-1998). Es la sede del condado de Augustów y de Gmina de Augustów.
En 1970, Augustów pasó a ser reconocida oficialmente como balneario de salud y relajación. En 1973, los asentamientos circundantes fueron nombrados parte de él, formando una popular ciudad balneario.

## Historia

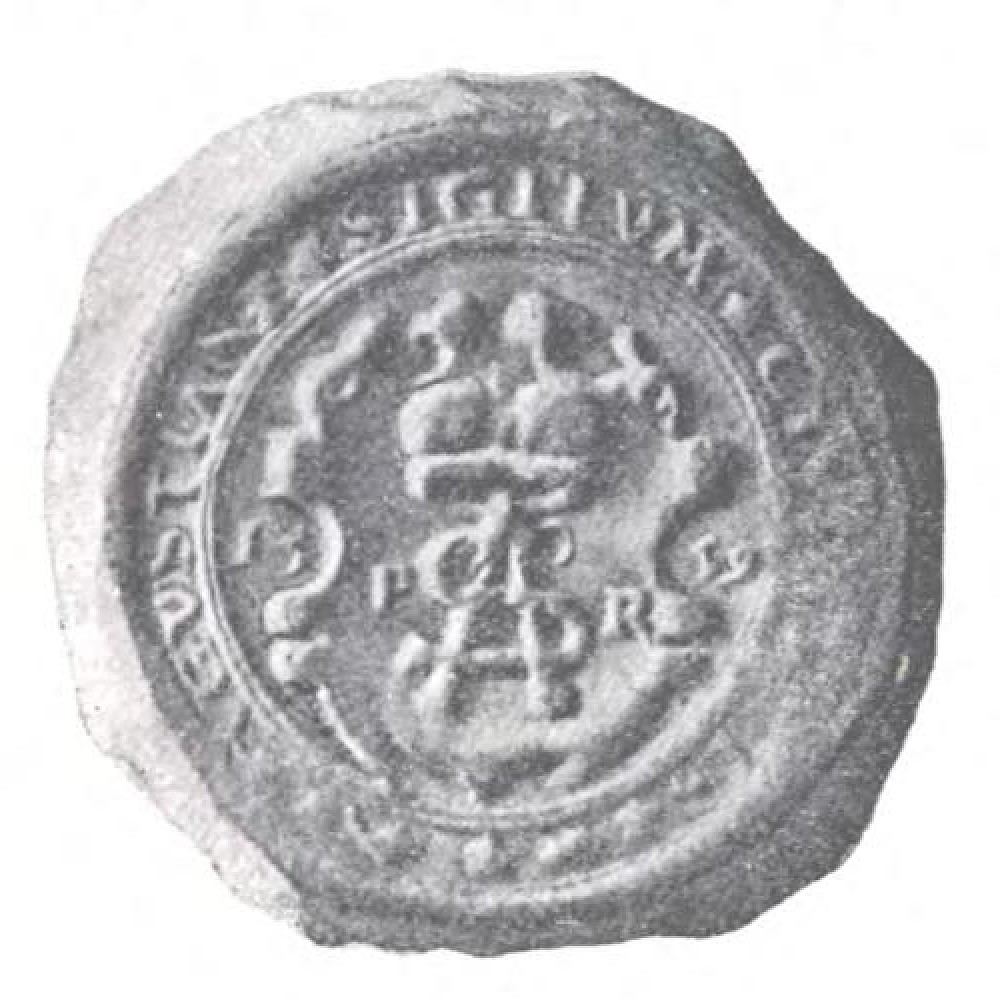
Sello de Augustów del siglo XVI

En 1496 se menciona por primera vez un asentamiento en la zona. Augustów fue fundada alrededor de 1540 por Bona Sforza y se le concedieron los derechos de Magdeburgo en 1557 por Segismundo II Augusto, de quien también recibió el nombre. El trazado de la ciudad era muy regular, con una amplia plaza de mercado.
Hasta 1569 Augustów perteneció al Gran Ducado de Lituania. En 1569 pasó a formar parte de la Corona del Reino de Polonia, mientras que su cementerio quedó en el Gran Ducado, formando ambos países la Mancomunidad Polaco-Lituana como resultado de la Unión de Lublin. Augustów era una ciudad real, situada en la voivodía de Podlaskie, en la provincia de Pequeña Polonia de la Corona polaca. Los invasores tártaros destruyeron Augustów en 1656, y en la segunda mitad del siglo XVII la ciudad se vio afectada por la peste.
En 1795, Prusia se anexionó Augustów en la Tercera Partición de Polonia.[cita requerida] En 1807 pasó a formar parte del Ducado de Varsovia, y en 1815 se incorporó al Reino de Polonia. En 1842 se convirtió en sede del condado. La población local participó en el gran Levantamiento Polaco de enero de 1863-1864 contra Rusia. Tras la anexión total del reino polaco por parte de Rusia en la década de 1860, fue administrada desde Suwałki. Con una población de unos 9.400 habitantes (hacia 1875), tenía un gran comercio de ganado y caballos, y fabricaba lino y tejido grueso para toallas. Su canal conecta los ríos Vístula y Niemen y el ferrocarril llegó a la ciudad en 1899, cuando su población era de unos 12.800 habitantes.

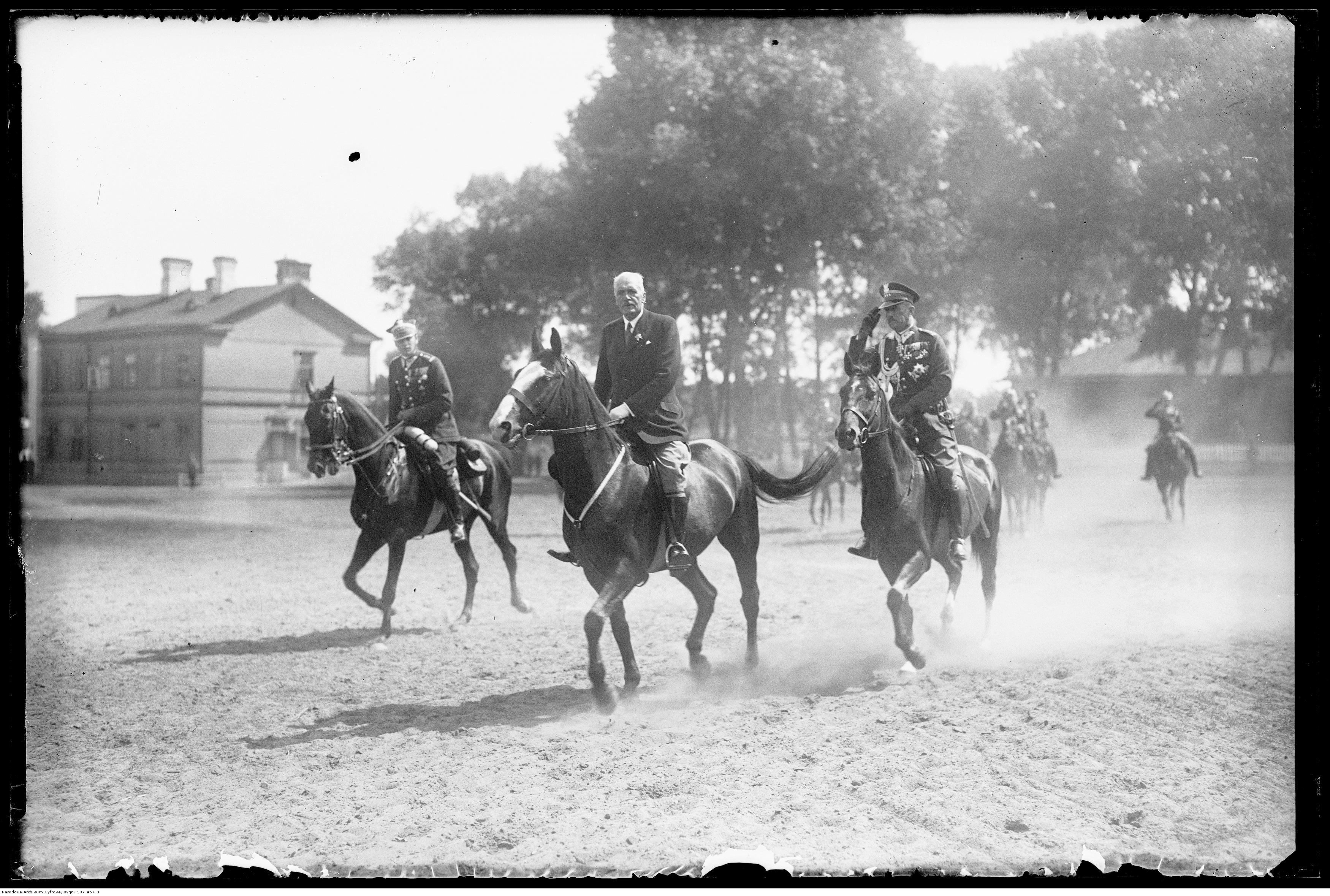
El presidente de Polonia Ignacy Mościcki durante su visita a Augustów en 1932

Durante la Primera Guerra Mundial, el ejército ruso contraatacó con éxito al ejército alemán en la batalla de Augustów, en la antesala de la más conocida batalla del río Vístula. Tras la Primera Guerra Mundial, fue escenario de combates durante la Batalla de Augustów en 1920.
Tras la invasión conjunta germano-soviética de Polonia, que inició la Segunda Guerra Mundial en septiembre de 1939, Augustów fue ocupada por la Unión Soviética hasta 1941. Muchos habitantes fueron enviados al exilio en Kazajistán, de donde algunos pudieron regresar después de 6 años. El 22 de junio de 1941, justo antes de que los alemanes capturaran la ciudad, los soviéticos asesinaron a entre 30 y 34 prisioneros polacos en Augustów como parte de las masacres de prisioneros de la NKVD. Las fuerzas alemanas nazis ocuparon Augustów hasta 1944 y en la ciudad funcionó un campo de trabajos forzados. La Segunda Guerra Mundial supuso la destrucción de cerca del 70% de la ciudad y la muerte o la partida de la mayoría de sus habitantes, entre ellos una comunidad de varios miles de judíos que fueron encarcelados en el gueto situado entre el canal y el río. Los alemanes los ejecutaron prácticamente a todos antes de marcharse. En 1945 los soviéticos llevaron a cabo la cercana redada de Augustów, una operación especial contra los antiguos combatientes anticomunistas de Armia Krajowa.

## Controversia de la carretera de circunvalación de Augustów
La construcción de la circunvalación de Augustów llamada Via Baltica, a través de los humedales del valle del río Rospuda, suscitó una gran controversia en 2007. El trabajo se detuvo después de que la Comisión Europea solicitara una orden judicial inmediata.

## Turismo

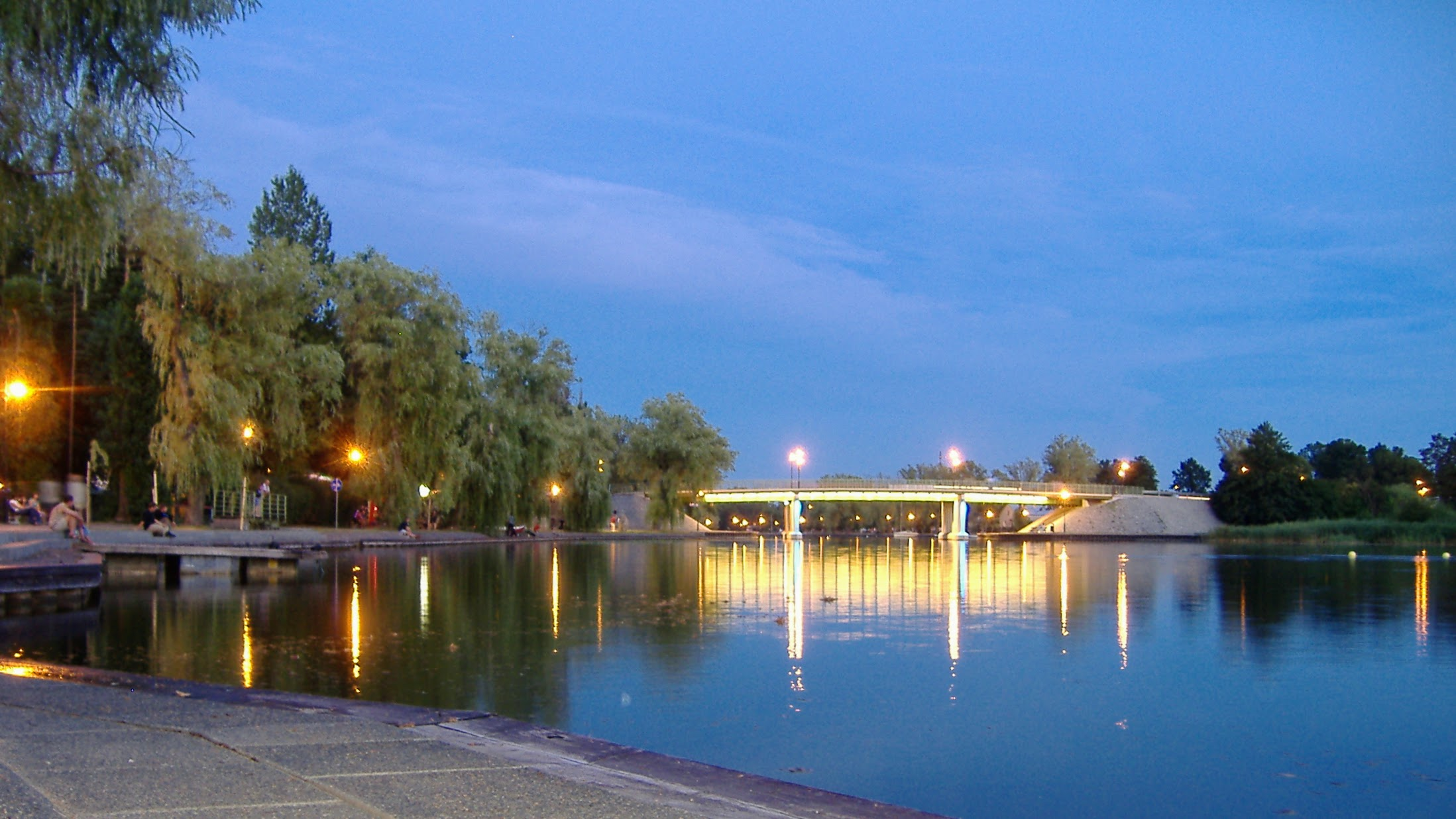
Bulevar en Augustów en el Canal Augustów

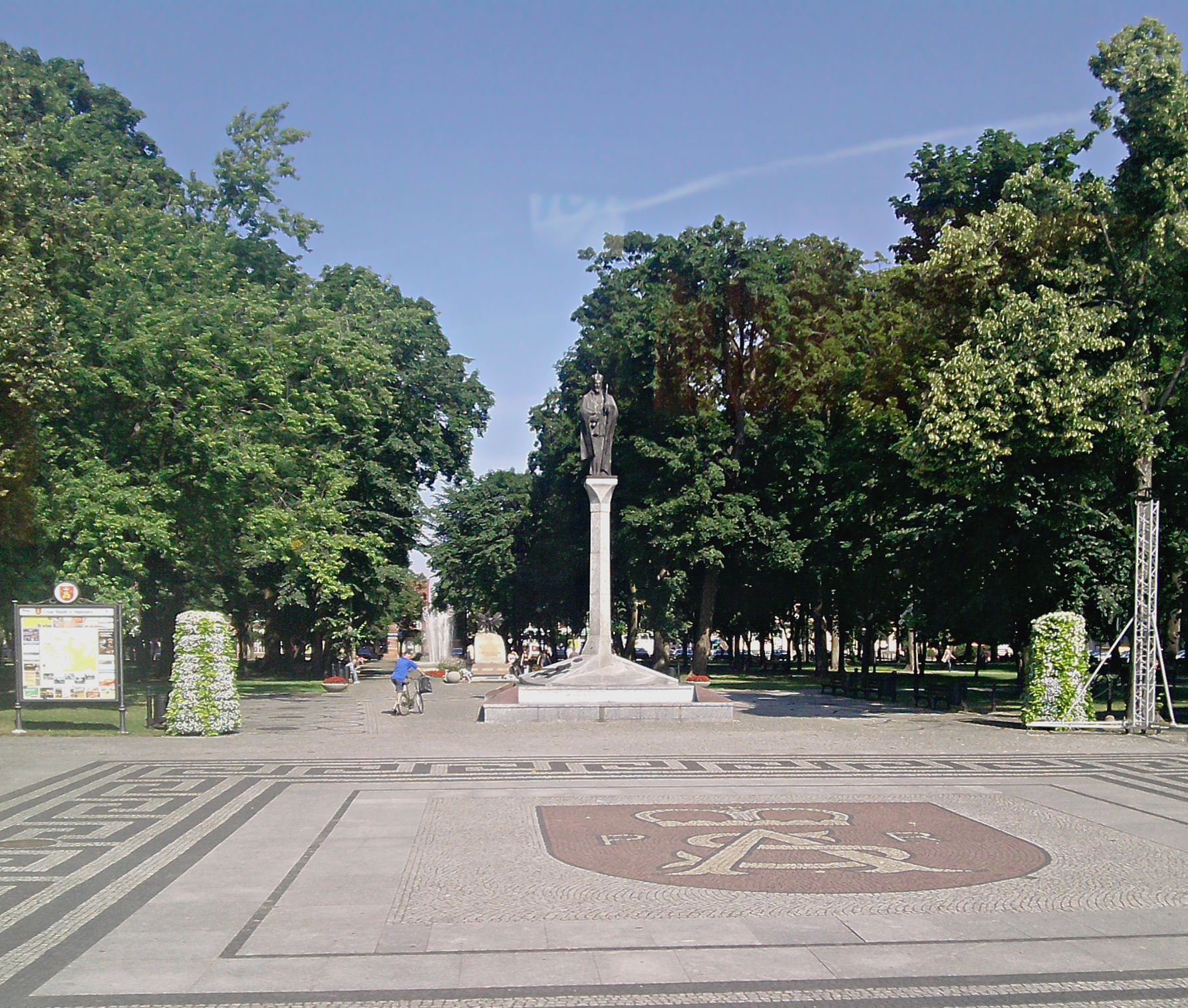
Monumento del rey Segismundo II Augusto en el centro de Augustów

El pueblo, aunque pequeño, tiene muchos atractivos para los visitantes. El Oficerski Yacht Club Hotel, construido en la década de 1930, es un club de yates del ejército que ha sido restaurado y convertido en un resort. Está situado al borde de uno de los muchos lagos de la región. El Papa Juan Pablo II tiene una silla conmemorativa de la primera y última vez que visitó la ciudad justo fuera del club. También son populares las excursiones en barco y la antigua plaza del pueblo conserva sus calles empedradas originales.
Cada año cientos de moteros acuden al festival de moteros de Augustowskie Motonoce. Entre las bandas que a lo largo de los años han participado en la celebración se encuentran Bright Ophidia, AGE, ZZ Top Czech Revival Band, AC/DC Show Ukraina, Kraków Street Band, etc.

## Demografía

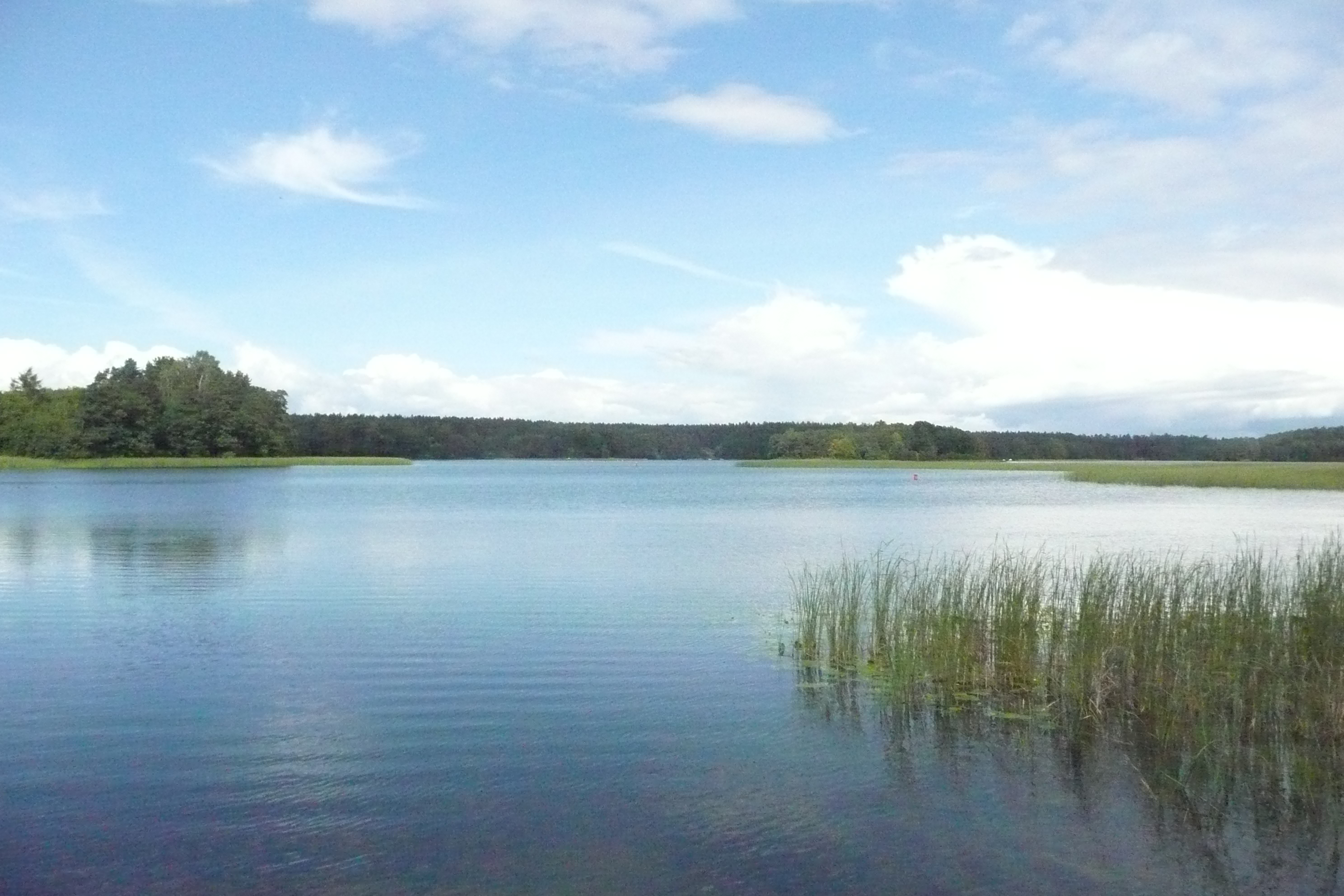
Lago Studzieniczne

| 2002 – 29.705 habitantes, por nacionalidad: - polacos: 96,5% (28.668); - rusos: 0,2% (64); - pueblo gitano: 0,1% (41); - otros – 3,1% (932). | 1921 - 8.762 habitantes, por nacionalidad: - polacos: 76,6% (6.715); - Judíos - 22,4% (1.962); - rusos: 0,6% (51); - bielorrusos: 0,1 % (8); - alemanes: 0,1 % (6); - otros – 0,2% (20). | 1897 - 12.743 habitantes, por idioma: - Polaco - 46,2% (5.882); - Judío - 28,5% (3.630); - Ruso – 18,7% (2.381); - Bielorruso: 2,8 % (357); - Mari – 1,2% (156); - Alemán – 1,0% (131); - Tártaro – 0,9% (117); - Lituano: 0,2 % (20); - Otros – 0,5% (69). |

## Cocina
Entre los platos tradicionales populares del noreste de Polonia, incluido Augustów, se encuentran el Cepelinai y el babka de patata. Los pasteles regionales populares son el sakotis y el mrowisko. Los alimentos tradicionales protegidos oficialmente de Augustów y sus alrededores incluyen la miel de Augustów (miód augustowski) que viene en varias variantes, y el augustowska jagodzianka, un panecillo de levadura local relleno de arándanos y cubierto con streusel, un postre popular.

## Deportes
El principal club deportivo de la ciudad es el Sparta Augustów con secciones de fútbol y piragüismo.

## Ciudades gemelas: ciudades hermanas
Augustów está hermanado con:
- Druskininkai, Lituania(2007)
- Porto Ceresio, Italia (2003)
- Rudky, Ucrania (2011)
- Supraśl, Polonia (2012)
- Tuusula, Finlandia (1996)

## Residentes notables
- Edyta Dzieniszewska (nacida en 1986), piragüista de velocidad
- Joanna Fiodorow (nacida en 1989), lanzadora de martillo
- Jan Jaworowski (1923-2013), matemático
- Zbigniew Kundzewicz (nacido en 1950), hidrólogo y climatólogo
- Emil Leon Post (1897-1954), matemático y lógico
- Andrzej Sobolewski (nacido en 1951), físico
- Rose Pastor Stokes (1879 - 1933), activista socialista estadounidense, escritora, defensora del control de la natalidad y feminista.
- Adam Wysocki (nacido en 1974), piragüista de velocidad
- Marek Zalewski (nacido en 1963), arzobispo